# Crochte
Crochte é uma comuna francesa na região administrativa de Altos da França, no departamento do Norte. Estende-se por uma área de 7.83 km². Em 2010 a comuna tinha 686 habitantes (densidade: 87,6 hab./km²).